# Michele Mitchell
Michele Anne Mitchell  (ur. 10 stycznia 1962 w Phoenix) – amerykańska skoczkini do wody. Dwukrotna medalistka olimpijska.
Brała udział w dwóch igrzyskach olimpijskich (IO 84, IO 88), na obu zdobywała srebrne medale w skokach z dziesięciometrowej wieży. Na obu igrzyska przegrywała rywalizację jedynie z Chinkami: w 1984 z Zhou Jihong, a w 1988 z Xu Yanmei. W tej konkurencji zwyciężyła na igrzyskach panamerykańskich w 1987, ma w dorobku dziewięć tytułów mistrzyni kraju.
Jej były mąż, Meksykanin José Luis Rocha także był skoczkiem do wody i olimpijczykiem. W 1995 została przyjęta w poczet członków International Swimming Hall of Fame.